# Walter Weiß
Pour les articles homonymes, voir Weiss.
Walter-Otto Weiß, né le 5 septembre 1890 à Tilsit et mort le 21 décembre 1977 à Aschaffenbourg, est un Generaloberst allemand qui a servi au sein de la Wehrmacht pendant la Seconde Guerre mondiale.
Il a été récipiendaire de la croix de chevalier de la croix de fer.

## Biographie
Walter Weiss rejoint le service militaire le 19 mars 1908 dans le 59e régiment d'infanterie. Dans le début de Seconde Guerre mondiale, pendant la campagne de Pologne, Weiss occupe le poste de chef d'état-major du 1er corps d'armée. Il est promu Generalmajor, le 1er septembre 1940. Le 15 décembre 1940, il prend le commandement de la 97e division d'infanterie légère et le 15 janvier 1941 le commandement de la 26e division d'infanterie. La 26e division d'infanterie est subordonnée au groupe d'armées Centre et participe à l'opération Barbarossa. Promu au grade de Generalleutnant le 1er janvier 1942, il prend le commandement de la 27e corps d'armée le 1er juillet 1942. Encore une fois promu le 1er septembre 1942 au grade de General der Infanterie, il dirige la 2e armée sur le front de l'Est à partir de 3 février 1943. Il reçoit le commandement du groupe d'armées Nord le 12 mars 1945.
Il est capturé par les forces américaines et libéré en 1948.

## Promotions
- Fähnrich : 19 mars 1908
- Leutnant : 19 août 1909
- Oberleutnant : 24 juillet 1915
- Hauptmann : 15 juillet 1918
- Major : 1er juin 1931
- Oberstleutnant : 1er septembre 1934
- Oberst : 1er mars 1937
- Generalmajor : 1er septembre 1940
- Generalleutnant : 1er août 1942
- General der Infanterie : 1er septembre 1942
- Generaloberst : 20 janvier 1944

## Décorations
- Croix de fer (1914)
  - 2e classe
  - 1re classe
- Croix du mérite militaire autrichienne 3e classe avec décoration militaire
- Médaille de guerre de l'Empire ottoman
- Croix d'officier de l'ordre du Mérite militaire bulgare avec glaives
- Agrafe de la croix de fer (1939)
  - 2e classe
  - 1re classe
- Croix allemande en or (19 février 1943)
- Croix de chevalier de la croix de fer avec feuilles de chêne
  - Croix de chevalier le 12 septembre 1941 en tant que Generalmajor et commandant de la 26e division d'infanterie[1]
  - 646e feuilles de chêne le 5 novembre 1944 en tant que Generaloberst et commandant en chef de la 2e armée[1]
- Mentionné dans la revue Wehrmachtbericht